# 69245 Persiceto
69245 Persiceto este un asteroid din centura principală de asteroizi.

## Descriere
69245 Persiceto este un asteroid din centura principală de asteroizi. A fost descoperit pe 1 martie 1981 la Observatorul La Silla de Giovanni de Sanctis și Henri Debehogne. Asteroidul prezintă o orbită caracterizată de o semiaxă mare de 2,55 ua, o excentricitate de 0,17 și o înclinație de 15,9° în raport cu ecliptica.